# آرثر فيفيان واتكينز
آرثر فيفيان واتكينز هو محامي وفلاح وصحفي وقاضي ومؤلف وسياسي أمريكي، ولد في 18 ديسمبر 1886 في ميدوي في الولايات المتحدة، وتوفي في 1 سبتمبر 1973 في أوريم في الولايات المتحدة. نشط حزبياً في الحزب الجمهوري.

## مناصب
- انتخب عضو مجلس الشيوخ الأمريكي [الإنجليزية]‏ عن دائرة مقعد يوتا من الدرجة الأولى ‏ وقد انضم خلال فترته النيابية [الإنجليزية]‏ (3 يناير 1957 – 3 يناير 1959) للكتلة البرلمانية الحزب الجمهوري.
- انتخب عضو مجلس الشيوخ الأمريكي [الإنجليزية]‏ عن دائرة مقعد يوتا من الدرجة الأولى ‏ وقد انضم خلال فترته النيابية [الإنجليزية]‏ (3 يناير 1955 – 3 يناير 1957) للكتلة البرلمانية الحزب الجمهوري.
- انتخب عضو مجلس الشيوخ الأمريكي [الإنجليزية]‏ عن دائرة مقعد يوتا من الدرجة الأولى ‏ وقد انضم خلال فترته النيابية [الإنجليزية]‏ (3 يناير 1953 – 3 يناير 1955) للكتلة البرلمانية الحزب الجمهوري.
- انتخب عضو مجلس الشيوخ الأمريكي [الإنجليزية]‏ عن دائرة مقعد يوتا من الدرجة الأولى ‏ وقد انضم خلال فترته النيابية [الإنجليزية]‏ (3 يناير 1951 – 3 يناير 1953) للكتلة البرلمانية الحزب الجمهوري.
- انتخب عضو مجلس الشيوخ الأمريكي [الإنجليزية]‏ عن دائرة مقعد يوتا من الدرجة الأولى ‏ وقد انضم خلال فترته النيابية [الإنجليزية]‏ (3 يناير 1949 – 3 يناير 1951) للكتلة البرلمانية الحزب الجمهوري.
- انتخب عضو مجلس الشيوخ الأمريكي [الإنجليزية]‏ عن دائرة مقعد يوتا من الدرجة الأولى ‏ وقد انضم خلال فترته النيابية [الإنجليزية]‏ (3 يناير 1947 – 3 يناير 1949) للكتلة البرلمانية الحزب الجمهوري.
- انتخب عضو  [لغات أخرى]‏ (1959 – 1967).
- انتخب القاضي الفيدرالي للولايات المتحدة (1928 – 1933).
- انتخب مدعٍ عام لمقاطعة [الإنجليزية]‏ (1914 – 1915).